# Union sportive de Lège-Cap-Ferret
Maillots
Actualités
L’Union Sportive de Lège-Cap Ferret est club de football français basé à Lège-Cap-Ferret en Gironde et fondé en 2006 à la suite de la fusion entre les deux clubs historiques des villages de la commune, l'US Lège et l'USFC du Cap Ferret situées sur la presqu’île du même nom.
Le club évolue en National 3.

## Historique
En 2006, les clubs du Cap Ferret et de Lège, situés à l'ouest et au nord du bassin d'Arcachon, fusionnent pour former l'Union Sportive de Lège-Cap-Ferret.

## Image et identité
- Couleurs, logos et équipementiers :

Les couleurs du club sont depuis 2006 le bleu ciel et le blanc. Auparavant l'US Lège évoluait en blanc et bleu alors que l'Union sportive ferret-capienne jouait en jaune et vert. 
A ses débuts en 2006, l'Union sportive évoluait avec un maillot bleu ciel et blanc, un short et des chaussettes blanches et parfois noires. Il y a encore quelques années, le club évoluait avec des maillots Nike rayés de ciel et de blanc. Depuis 2021, il joue avec des tenues identiques de chez Adidas. 
- Évolution de la tenue et du maillot depuis la création du club :

| Tenue dans les débuts du club |

| Tenue du club en 2015 |

| Tenue du club en 2018 |

| Tenue pour le centenaire du football sur Lège-Cap-Ferret |

- Blason ou écusson et logo depuis la fondation du club :

Logo du club entre 2006 et 2021.
Logo marquant 100 ans de football à Lège-Cap-Ferret.

## Palmarès
- 2012/2013 : champion de Division Honneur de la Ligue d'Aquitaine de football ;
- 2012/2013 : victoire en Coupe d’Aquitaine ;
- 2014/2015 : victoire en coupe d'Aquitaine ;
- 2015/2016 : victoire en coupe d'Aquitaine ;
- 2016/2017 : victoire en coupe d'Aquitaine et victoire en coupe de Nouvelle-Aquitaine.

## Entraîneurs
- 2013-2016 :  Alexandre Torres ;
- 2016-2018 :  Mathieu Robin et Jordan Galtier ;
- 2018-(en cours) :  Jean-Luc Gautier.

## Joueurs emblématiques
- Sacha Clémence ;
- Anthony Scribe ;
- Pierre Lees-Melou ;
- Nicolas Sahnoun ;
- Jean-Pierre Papin ;
- Elie Dohin.